# Alfred Einstein
Alfred Einstein (Monaco di Baviera, 30 dicembre 1880 – El Cerrito, 13 febbraio 1952) è stato un musicologo e critico musicale tedesco naturalizzato statunitense.

## Biografia
Alfred Einstein proveniva da una famiglia ebrea di Monaco di Baviera. Minore di tre figli, il fratello Max e la sorella Bertha, Einstein era cugino del celeberrimo fisico Albert. Avviato agli studi di giurisprudenza, poi abbandonati, per un certo periodo prese lezioni di composizione da Anton Beer-Walbrunn all'Accademia di Musica di Monaco. Lì iniziò a studiare musicologia, completando il suo percorso nel dicembre 1903 con una tesi sulla viola da gamba nel XVI e XVII secoli. In seguito, il suo supervisore Adolf Sandberger gli negò l'abilitazione: a detta dello stesso Einstein, a causa delle sue posizioni antisemite. Sandberger continuò, comunque, a coinvolgerlo nelle sue ricerche e nel 1918 lo aiutò a diventare curatore del Journal of Musicology. Dopo il rifiuto di Sandberger all'abilitazione, ad Einstein fu preclusa la carriera accademica, nonostante la sua rilevante attività editoriale. Durante la Prima Guerra Mondiale Einstein fu ricoverato in ospedale per "malessere mentale", dove scrisse la sua prima importante opera musicologica, la ''Storia della musica'' (1917). Dal 1909 al 1917 lavorò per le Münchener Neuesten Nachrichten e tra il 1917 e il 1927 per il Münchener Post. Tra il 1927 e il 1933 fu redattore al Berliner Tageblatt, dove divenne uno dei critici di lingua tedesca più rispettati. Si trasferì quindi a Londra, nel 1933, poi in Italia dal 1935 al 1938, e - in ultimo - a partire dal 1939 negli Stati Uniti. Negli USA insegnò presso lo Smith College di Northampton nel Massachusetts, alla Columbia University di New York, ad Ann Arbor, a Princeton e infine alla Julius Harrt School of Music di Hartford in Connecticut. Si ritirò dall'insegnamento nel 1950 per motivi di salute, dopo aver preso la cittadinanza statunitense nel 1945. Fu molto conosciuto all'epoca anche per l'approccio, dai toni spesso forti, tenuto nella sua attività di critico musicale.

## Saggi e contributi
- Revisione del Catalogo Köchel delle opere di Mozart, 1937
- Repertorio bibliografico di E. Vogel, 1945-1948
- Studio sulla musica vocale profana stampata in Italia dal '500 al '700, 1945-1948

## Opere
- Musica tedesca per viola da gamba (Zur deutschen Literatur für Viola da Gamba im 16. und 17. Jahrhundert, Diss. München), 1903.
- Geschichte der Musik, Berlin, Teubner, 1917.
- Heinrich Schütz, Kassel, Bärenreiter, 1928.
- Gluck. La vita - Le opere (Gluck, 1936), Milano, Fratelli Bocca Editori, 1946. - I Dioscuri, 1990.
- Breve storia della Musica (A Short History of Music, 1937; rev. 1938; 1947), traduzione di E. Pasquali, Firenze, La Nuova Italia, 1960. - Milano, BUR, 1979; Milano, SE, 2008; Milano, Mondadori, 2011.
- Canzoni Sonetti Strambotti et Frottole. Libro Tertio (Andrea Antico, 1513), 1941.
- Greatness in Music, Oxford University Press, 1941.
- Golden Age of the Madrigal: Twelve Five-Part Mixed Choruses. G. Schirmer, Ney York, 1942.
- W.A. Mozart. Il carattere e l'opera (Mozart: His Character, His Work, 1945), traduzione di L. Lotteri, Milano, Ricordi, 1951.
- La Musica nel periodo romantico (Music in the Romantic Era: A History of Musical Thought in the 19th Century, 1947, rev. 1949), traduzione di Adele Bartalini, Firenze, Sansoni, 1952.
- The Italian Madrigal (3 voll.), Princeton University Press, 1949.
- Schubert (Schubert. A Musical Portrait, 1951), Edizioni Accademia, 1970.